# Nemachilichthys shimogensis
Nemachilichthys shimogensis és una espècie de peix de la família dels balitòrids i l'única del gènere Nemachilichthys.

## Hàbitat
És un peix d'aigua dolça i de clima tropical.

## Distribució geogràfica
Es troba a Àsia: el riu Thunga (Karnataka, l'Índia).